# Tronc (botànica)

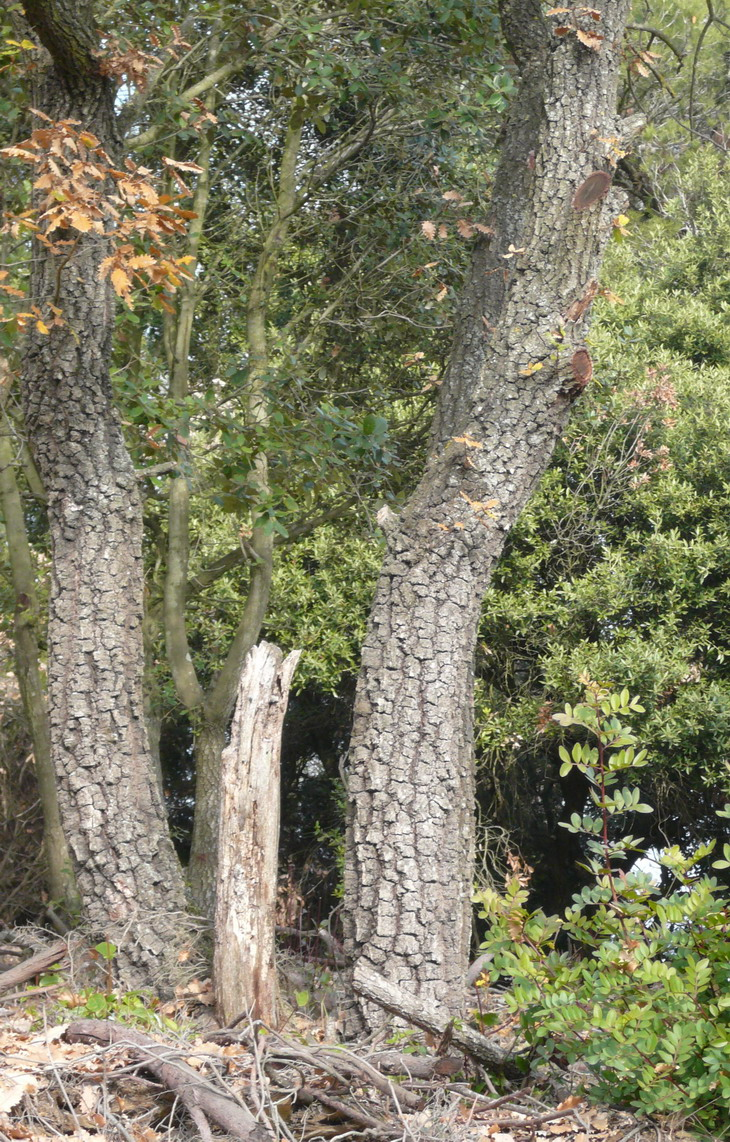
Tronc de roure cerrioide de Collserola

En botànica, el tronc és la part principal de la tija d'un arbre, situada entre les arrels i l'enforcadura de les branques principals, on comença la capçada. Està constituït per dues parts: la fusta, o teixit llenyós, al centre, i l'escorça a la perifèria. En el cas de les palmeres, el tronc, amb una estructura particular, sense ramificació i amb un diàmetre constant, s'anomena estípit. S'anomena rabassa, a la part del tronc d'un arbre o d'un arbust coberta per la terra, i de la qual arrenquen les arrels.
Quan l'arbre mor, el tronc és la part que es descompon més lentament; el grau de descomposició depèn de la duresa de la fusta i de si està més o menys exposat a la humitat. Els troncs morts tenen un paper important en l'ecosistema forestal. Alguns troncs s'han fossilitzat dins la torba o bé han acabat mineralitzats i transformats en roca.
L'explotació industrial de la fusta es fa principalment aprofitant els troncs, mentre que les branques grosses són útils per fer aglomerat o pasta de paper. El tronc tallat del qual s'han separat la brancada i les arrels i del qual es poden treure peces de fusta com bigues o posts s'anomena roll. La part inferior del tronc que roman a terra amb les arrels quan es talla l'arbre és el soc, o la soca; aquest darrer mot de vegades s'utilitza també per designar el tronc sencer. Dels brots que surten espontàniament d'una soca tallada se'n diu tanys.

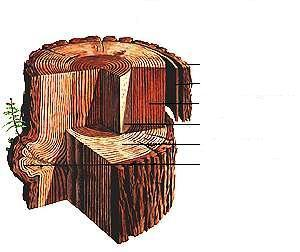
Secció transversal d'un tronc, on s'aprecien l'escorça i els anells de creixement

Excepte en alguns boscos equatorials, el tall transversal d'un tronc fa que apareguin els anells anuals, deguts al creixement estacional del teixit llenyós, més actiu a la primavera que a la tardor. Si es compten els anells es pot conèixer l'edat de l'arbre talat. L'estudi d'aquests anells és a la base de la dendrocronologia.
Sota el dosser que formen les branques i el fullatge de les capçades dels arbres d'un bosc, els troncs van perdent les branques baixes de manera natural, començant per les de més avall. És el fenomen conegut com la poda natural. Però, en moltes espècies, una exposició sobtada a la llum –posterior a una arrencada natural d'arbres (a causa del vent o la neu) o a una tala– pot fer que el tronc –a partir de meristemes de l'escorça, activats per la llum– es cobreixi de noves branques anomenades brots epicòrmics. Això també passa quan s'obre una clariana, una rasa o un tallafoc, en què el fenomen es dona en els troncs que es troben al límit de l'espai obert que s'ha practicat. Aquests brots poden disminuir la qualitat de la fusta –amb nous nusos perifèrics– o, a llarg terme, desequilibrar alguns arbres.